# Maxime Raynaud
Pour les articles homonymes, voir Raynaud.
Maxime Raynaud, né le 7 avril 2003 à Paris, est un joueur français de basket-ball évoluant au poste de pivot et mesurant 2,14 m.

## Biographie

### Débuts dans le basket-ball en France (2013-2021)
Maxime Raynaud prend sa première licence en 2013 au Paris Université Club dans lequel il reste deux saisons. En 2015, il rejoint le Eiffel Basket Club, structure située dans le 15e arrondissement de Paris. Après une année, il intègre le Saint-Charles Charenton Basket, club où sont passés entre autres Evan Fournier, Moussa Diabaté, Lahaou Konaté ou encore Tidjane Salaün. De 2016 à 2020, il y évolue en minimes puis cadets France où il tourne à 18,3 points de moyenne en 2019-2020.
Au lieu d'intégrer le Pôle France ou un centre de formation de club professionnel, il fait le choix de rester à Charenton afin de rejoindre, en parallèle, le prestigieux lycée Henri-IV : Maxime Raynaud souhaite se consacrer à de futures études d'astrophysique.
En 2020, il signe à Nanterre 92. Durant son unique saison au club, il joue en cadets France (24 points inscrits en moyenne) et Espoirs Jeep Élite (12,8 points). Il est notamment le coéquipier de Victor Wembanyama avec qui il a déjà partagé la campagne d'équipe de France U16 lors de l'été 2019.
Une vidéo d'entraînement avec ce dernier ainsi que Rudy Gobert et Vincent Poirier buzze en octobre 2020. En décembre 2020, il participe à l'étape de l'Adidas Next Generation Tournament (en) à Valence : il finit la compétition parmi les trois meilleurs marqueurs, rebondeurs et contreurs.

### Départ en université aux États-Unis (2021-2025)
À la suite de l'obtention d'un baccalauréat scientifique avec mention « très bien », il rejoint l'université Stanford en 2021 afin d'étudier les mathématiques et de jouer avec l'équipe du Cardinal dans la Pacific-12 Conference. Cette université a notamment vu passer dans ses rangs Brook Lopez, Robin Lopez et Dwight Powell.
Les 12 et 14 janvier 2024, il enchaîne deux matchs consécutifs à 29 et 28 d'évaluation contre les Beavers d'Oregon State (18 points et 13 rebonds) puis les Utes de l'Utah (20 points, 11 rebonds et 3 contres). Le 19 janvier 2024, il marque 22 points (10/15 aux tirs dont 2/3 à trois points), prend 10 rebonds et délivre 3 passes décisives face aux Cougars de Washington State pour 30 d'évaluation.
Le 5 février 2024, contre les Wildcats de l'Arizona leaders de la division, il inscrit 29 points (à 11/19 aux tirs dont 5/6 à trois points), prend 6 rebonds et délivre 3 passes décisives. Il bat ainsi à nouveau son record d'unités marquées en NCAA.
En mars 2024, il choisit de quitter Stanford et d'entrer sur le portail des transferts de la NCAA puis fait machine arrière sur sa décision un mois plus tard.

### Carrière professionnelle (depuis 2025)
En juin 2025, Maxime Raynaud est sélectionné en 42e position à la draft par les Kings de Sacramento. Il signe un contrat garanti avec les Kings pour deux saisons avec une saison additionnelle en option,.

### Équipes de France jeunes
Durant l'été 2019, il joue ses premiers matchs internationaux en sélections de jeunes. Il prend part à six rencontres lors du championnat d'Europe U16. En moyenne, il inscrit 2,2 points. Les Bleuets repartent avec la médaille d'argent.
En 2023, il remporte le championnat d'Europe U20. En moyenne, il y inscrit 14 points par match, prend 5,1 rebonds et délivre plus de 2 passes décisives.

## Palmarès et distinctions individuelles

### En club
- First-team All-ACC (2025)
- Second-team All-Pac-12 (2024)
- Pac-12 Most Improved Player (2024)

### En sélection nationale
- Médaille d'argent du championnat d'Europe U16 en 2019
- Médaille d'or du championnat d'Europe U20 en 2023

## Statistiques
Les statistiques de Maxime Raynaud sont les suivantes :

### Universitaires
| Saison    | Équipe   | Matchs | Titul. | Min./m | % Tir | % 3pts | % LF | Rbds/m. | Pass/m. | Int/m. | Ctr/m. | Pts/m. |
| --------- | -------- | ------ | ------ | ------ | ----- | ------ | ---- | ------- | ------- | ------ | ------ | ------ |
| 2021-2022 | Stanford | 29     | 5      | 12.0   | 54.1  | 42.3   | 53.8 | 3.8     | 0.8     | 0.2    | 0.2    | 4.5    |
| 2022-2023 | Stanford | 33     | 23     | 22.4   | 54.0  | 27.9   | 59.5 | 6.1     | 0.9     | 0.5    | 0.5    | 8.8    |
| 2023-2024 | Stanford | 32     | 31     | 29.1   | 56.7  | 36.1   | 78.4 | 9.6     | 2.0     | 0.8    | 0.7    | 15.5   |
| 2024-2025 | Stanford | 31     | 31     | 33.6   | 47.1  | 34.1   | 77.3 | 10.9    | 1.6     | 0.9    | 1.2    | 20.1   |
| Carrière  | Carrière | 125    | 90     | 24.5   | 51.9  | 34.3   | 73.1 | 7.6     | 1.3     | 0.6    | 0.7    | 12.3   |